# Кьо Мачіко
Мачіко́ Кьо (яп. 京 マチ子, Кьо: Мачіко, справжнє ім'я — Яно Мотоко (矢野 元子); 25 березня 1924, Осака, Хонсю, Японія — 12 травня 2019) — японська акторка. Знялася у 97 фільмах. Найвідоміша за роллю дружини самурая у фільмі Акіри Куросави «Рашьомон» (1950).

## Біографія
Яно Мотоко народилася 25 березня 1924 року в Осаці. У 1936 була прийнята в Осакську дитячу музичну трупу Сьотіку, з 10 років виступала на сцені Осакського театру в дитячих ролях. У 1944 знялася у фільмі Кендзі Мідзоґуті «Дандзюро третій» (яп. 団十郎三代). З 1947 року брала участь в популярних музичних шоу і через два роки була вже зіркою японських мюзиклів.
У 1949 році Кьо зіграла першу велику роль відьми Аяй фільмі Кейґо Кімури «Чоловік, що сміється останнім» після чого одразу підписала контракт зі студією Daiei Studios. У перших стрічках за участю Кьо експлуатувалося її уміння співати і танцювати.
Роль Наомі у стрічці Кейґо Кімури «Кохання ідіота» (1949, за Дзюн'їтіро Танідзакі) відкрила акторські здібності Кьо, її своєрідний, незвичний для японського кіно еротизм. У 1950 році Кьо досягла міжнародної популярності, знявшись у фільмі Акіри Куросави «Рашьомон». Створені Кьо образи принцеси Якасі в «Казках туманного місяця після дощу» (1953) Мідзоґуті, Кеси у стрічці «Брама пекла» (1953) Тейноске Кінуґаси та принцеси Йокіхі в однойменному фільмі 1955 року режисера Мідзоґуті зробили Кьо першим «секс-символом» японського післявоєнного кіно.
У 1956 році Мачіко Кьо знялася з Гленном Фордом та Марлоном Брандо в американській стрічці Деніела Манна «Чайний будиночок під серпневим місяцем» (інший переклад назви — Чайна церемонія), де зіграла роль гейші. З 1960-х років Кьо багато знімалася на телебаченні і продовжувала грати в музичних і драматичних виставах.
Мачіко Кьо номінувалася у 1957 році на премію Золотий глобус за роль в комедії «Чайний будиночок під серпневим місяцем». Володарка Почесної премії Японської академії за творчі досягнення.

## Фільмографія (вибіркова)
| Рік  | Назва українською                                              | Оригінальна назва                                  | Роль                     |
| ---- | -------------------------------------------------------------- | -------------------------------------------------- | ------------------------ |
| 1950 | Рашьомон                                                       | 羅生門 / Rashômon                                  | Масако Канадзава         |
| 1951 | Одяг брехні                                                    | Itsuwareru seiso                                   | Кімічо                   |
| 1951 | Повість про Гендзі                                             | Genji monogatari                                   | Awaji no ue              |
| 1952 | Легенда про Великого Будду                                     | Daibutsu kaigen                                    | Маяме                    |
| 1953 | Казки туманного місяця після дощу                              | 雨月物語 / Ugetsu monogatari                       | леді Якаса               |
| 1953 | Брат і сестра                                                  | Ani imôto                                          | Мон                      |
| 1953 | Брама пекла                                                    | 地獄門 / Jigokumon                                 | Кеса                     |
| 1954 | Історія Шюнкін                                                 | Shunkin monogatari                                 | Шюнкін                   |
| 1955 | Йокіхі                                                         | 楊貴妃 / Yôkihi                                    | принцеса Йокіхі          |
| 1956 | Район червоних ліхтарів                                        | 赤線地帯 / Akasen chitai                           | Мікі                     |
| 1956 | Чайний будиночок під серпневим місяцем                         | The Teahouse of the August Moon                    | Бутон Лотоса             |
| 1957 | Танцівниця                                                     | Odoriko                                            | Яійому Ханамура          |
| 1957 | Нічні метелики                                                 | Yoru no chô                                        | Марі                     |
| 1957 | Діра                                                           | Ana                                                | Наґато Кіта              |
| 1958 | Тільки у жінок бувають печалі                                  | Kanashimi wa onna dakeni                           | Мічіко                   |
| 1958 | 47 відданих ронінів                                            | Chûshingura                                        | Оруї (шпигунка)          |
| 1958 | Справжнє обличчя ночі                                          | Yoru no sugao                                      | Акемі                    |
| 1959 | Наш пароль: До побачення, здрастуй                             | Anata to watashi no aikotoba: Sayônara, konnichiwa | Умеко Ічіґе              |
| 1959 | Дрібний сніг                                                   | Sasameyuki                                         | Сачіко                   |
| 1959 | Дзірочьо Фудзі                                                 | Jirocho Fuji                                       | Окацу                    |
| 1959 | Ключ                                                           | 鍵 / Kagi                                          | Ікуко Кенмочі            |
| 1959 | Плавучі трави                                                  | 浮草 / Ukikusa                                     | Суміуо                   |
| 1959 | Заповідь жінки                                                 | 女経 / Jokyo                                       | Оміцу                    |
| 1960 | Бонті                                                          | Bonchi                                             | Офуку                    |
| 1960 | Жінка, яка доторкалася до ніг                                  | Ashi ni sawatta onna                               | Саня Шінгозава           |
| 1962 | Чорна ящірка                                                   | Kurotokage                                         | місіс Мідорікава         |
| 1962 | Велика стіна                                                   | Shin shikôtei                                      |                          |
| 1964 | Солодкий піт                                                   | Amai ase                                           | Умеко                    |
| 1966 | Чуже обличчя                                                   | 他人の顔 / Tanin no kao                            | місіс Окуяма             |
| 1966 | Маленький утікач                                               | 小さい逃亡者 / Chiisai tôbôsha / Маленький беглец  | директор притулку        |
| 1975 | Кільцеподібне затемнення сонця                                 | Kinkanshoku                                        | дружина прем'єр-міністра |
| 1976 | Одержимість                                                    | Yoba                                               | Ошіма                    |
| 1976 | Чоловікові живеться важко: Збори піднесених почуттів Торадзіро | Otoko wa tsurai yo: Torajirô junjô shishû          | Ая Яґ'ю                  |

## Визнання
| Рік                       | Категорія/Нагорода                    | Фільм                                  | Результат | Результат |
| ------------------------- | ------------------------------------- | -------------------------------------- | --------- | --------- |
| Премія «Майніті»          |                                       |                                        |           |           |
| 1951                      | Найкраща акторка                      | Одяг брехні та Рашьомон                | Перемога  |           |
| 1965                      | Найкраща акторка                      | Солодкий піт                           | Перемога  |           |
| Премія «Золотий глобус»   |                                       |                                        |           |           |
| 1957                      | Найкраща акторка — комедія або мюзикл | Чайний будиночок під серпневим місяцем | Номінація |           |
| Премія Kinema Junpo       |                                       |                                        |           |           |
| 1957                      | Найкраща акторка                      | Солодкий піт                           | Перемога  |           |
| Премія «Юссі»             |                                       |                                        |           |           |
| 1957                      | Найкраща зарубіжна акторка            | Брама пекла                            | Перемога  |           |
| Премія Японської академії |                                       |                                        |           |           |
| 1995                      | Почесна премія за життєві досягнення  | Почесна премія за життєві досягнення   | Перемога  |           |